# 異常磁矩
在量子電動力學中，一個粒子的異常磁矩（英語：anomalous magnetic moment）就是除去該粒子的磁矩（又稱磁偶極矩，用於量度磁源的強度）之外，從量子力學而來的額外影響，一般由带圈的費曼圖表示。
對應樹狀費曼圖的“狄拉克”磁矩（一般被視為經典結果）可由狄拉克方程求得。一般以g因子表示；狄拉克方程預測g=2。就例如電子的粒子而言，其觀測值與經典結果相差約千分之幾。這個差就是異常磁矩，以a表示，其定義如下：
{\displaystyle a={\frac {g-2}{2}}}

## 電子

對費米子磁矩的單迴圈修正

異常磁矩的單迴圈修正對應最早且最大的量子力學修正，而電子的異常磁矩單迴圈修正可由右圖頂點函數的計算所得。這個計算還是相對地直接的，單迴圈結果為：
{\displaystyle a={\frac {\alpha }{2\pi }}\approx 0.0011614}
其中α為精細結構常數。這個結果最早由朱利安·施溫格於1948年得出，而這個數也被銘刻在他的墓碑之上。電子異常磁矩的量子電動力學公式係數的計算到2009年已經用到α4，而且已知解析值已逹到α3。量子電動力學的預測值與實驗觀測值在超過10位有效數字時仍然一致，因此電子異常磁矩是物理學史上確認準確性最高的常數。
現時的實驗與誤差為：
{\displaystyle a=0.00115965218073(28)}
根據以上的數值，a的已知準確度大概為十億分之一（10-9）。要達到這樣的準確度，量度g時的準確度需達千億分之一（10-12）。

## μ子

μ子g-2的單迴圈最小超對稱標準模型修正，分別內含超中性子和超μ子（左），以及超荷子和超μ子超中微子。

μ子的異常磁矩計算方式與電子的相近，它的量度可以作為標準模型的精密試驗。μ子的異常磁矩預測值包含三個部份：
{\displaystyle \alpha _{\mu }^{\mathrm {SM} }=\alpha _{\mu }^{\mathrm {QED} }+\alpha _{\mu }^{\mathrm {EW} }+\alpha _{\mu }^{\mathrm {Hadron} }}。
首兩個部份分別代表電子和光子迴圈，以及W及Z玻色子迴圈，而它們可以通過第一原理的計算準確地得知。第三部分代表強子迴圈，而這部份不能單獨通過理論來準確得知。它需要使用通過量度電子─反電子（e+e-）碰撞時重子轉化成μ子所得的實驗比值（R）來估算。實驗值與標準模型預測值的不確定度在2006年時超過標準差的3.6倍 ，意味着超越標準模型的物理學可能對此有所影響（或是理論／實驗誤差並不是完全受到控制）。這是標準模型與實驗間其中一項由來已久的差異。
布魯克黑文國家實驗室的E831實驗研究μ子與反μ子在不變外加磁場下的進動，實驗中粒子環繞密閉的貯存環運動 。
E821實驗對外公佈的平均值為：
{\displaystyle a={\frac {g-2}{2}}=0.00116592091(54)(33)}
其中第一個誤差是統計誤差，第二個是系統誤差。
費米國立加速器實驗室有一項新的實驗，叫“缪子g-2”，他們計劃使用E821實驗用的磁鐵來改進這個數值的準確度。该实验2017年开始取数，美国中部时间2021年4月7日公布第一次公布结果：
{\displaystyle a={\frac {g-2}{2}}=0.00116592061(41)}
实验值与标准模型预言的理论值相差4.2σ，这种偏差来自统计涨落的概率为1/40000。这暗示了可能存在的超越标准模型的物理学。

## τ子
标准模型预言τ的异常磁矩是
{\displaystyle \alpha _{\tau }=0.00117721(5),}
而当前最精确的测量结果来自CERN的CMS实验
{\displaystyle \alpha _{\tau }=0.0009_{-0.0031}^{+0.0032}.}

## 複合粒子
複合粒子的異常磁矩通常都相當大。由夸克組成且帶電荷的質子如此，而帶中性電荷的中子也是如此。

### 引用
1. ↑  Peskin, M. E.; Schroeder, D. V. . . Addison-Wesley. 1995. ISBN 978-0-201-50397-5.
2. ↑  Schwinger, J. . Physical Review. 1948, 73 (4): 416. Bibcode:1948PhRv...73..416S. doi:10.1103/PhysRev.73.416.
3. ↑  Aoyama, T.; Hayakawa, M.; Kinoshita, T.; Nio, M. . Physical Review D. 2008, 77 (5): 053012. Bibcode:2008PhRvD..77e3012A. arXiv:0712.2607 . doi:10.1103/PhysRevD.77.053012.
4. ↑  Laporta, S.; Remiddi, E. . Physics Letters B. 1996, 379: 283–291. Bibcode:1996PhLB..379..283L. arXiv:hep-ph/9602417 . doi:10.1016/0370-2693(96)00439-X.
5. ↑  Hanneke, D.; Fogwell Hoogerheide, S.; Gabrielse, G. . Physical Review A. 2011, 83 (5): 052122. Bibcode:2011PhRvA..83e2122H. arXiv:1009.4831 . doi:10.1103/PhysRevA.83.052122.
6. 1 2  Hoecker, A., Marciano, W. J. (2013), "The Muon Anomalous Magnetic Moment", in
Beringer, J.; et al. (Particle Data Group). . Physical Review D. 2012, 86 (1): 1. Bibcode:2012PhRvD..86a0001B. doi:10.1103/PhysRevD.86.010001.
7. ↑  Hagiwara, K.; Martin, A. D.; Nomura, D.; Teubner, T. . Physics Letters B. 2007, 649 (2–3): 173–179. Bibcode:2007PhLB..649..173H. arXiv:hep-ph/0611102 . doi:10.1016/j.physletb.2007.04.012.
8. ↑  . Brookhaven National Laboratory.   [2014-07-01]. （原始内容存档于2018-05-19）.
9. ↑   (PDF).   [2015-06-02]. （原始内容存档 (PDF)于2016-03-04）.
10. ↑  . Press Release. May 8, 2013  [Mar 16, 2015]. （原始内容存档于2015-03-16）.
11. ↑  . symmetry magazine.   [2021-04-07]. （原始内容存档于2021-04-20） （英语）.
12. ↑  Eidelman, S.; Passera, M. . Modern Physics Letters A. 2007-01-30, 22 (03). ISSN 0217-7323. doi:10.1142/S0217732307022694 （英语）.
13. ↑  CMS Collaboration, The. . Reports on Progress in Physics. 2024-10-01, 87 (10). ISSN 0034-4885. doi:10.1088/1361-6633/ad6fcb.

## 外部連結
- g-2實驗概述 （页面存档备份，存于）（英文）